# Município de Center (condado de Guernsey, Ohio)
Localização do Ohio nos E.U.A.
O município de Center (em inglês: Center Township) é um local localizado no condado de Guernsey no estado estadounidense de Ohio. No ano 2010 tinha uma população de 1813 habitantes e uma densidade populacional de 28,72 pessoas por km².

## Geografia
O município de Center encontra-se localizado nas coordenadas 40° 01′ 15″ N, 81° 30′ 03″ O. Segundo a Departamento do Censo dos Estados Unidos, o município tem uma superfície total de 63.13 km², da qual 62,65 km² correspondem a terra firme e (0,75 %) 0,47 km² é água.

## Demografia
Segundo o censo de 2010, tinha 1813 pessoas residindo no município de Center. A densidade de população era de 28,72 hab./km².